# Can Pau Moragues
Can Pau Moragues era un mas al municipi de Parets del Vallès (Vallès Oriental). No es coneix l'antiguitat d'aquesta masia però es creu que era una de les més antigues del poble. Antigament estava situada sobre el Camí Ral (Actual C/ Barcelona), i formà part de la villa Breda, l'any 904 en l'acta de Consagració de Parets formà part del nucli urbà d'aquesta població.

## La Masia
La Masia estava orientada cap al migjorn, amb teulada a dues vessants desiguals, la seva part superior era plana. Constava de planta, pis i golfes. La porta principal era quadrada i adovellada. Les dues finestres del primer pis eren geminades d'estil gòtic,i la planta baixa de forma rectangular estava feta amb els còdols extrets del riu Tenes, la part superior de les golfes era feta de canyes i guix.
Per accedir a la masia s'havia de passar per un portal construït amb pedres amb un arc adovellat, en el qual es passava per davant les corts dels animals i s'arribava a la porta de la masia.
La principal activitat econòmica eren les terres de conreu, però també tenien bestiar per l'autoconsum i poder vendre els animals excedents.

## Història
L'origen d'aquesta masia no es coneix, ja que els arxius del poble de Parets es varen cremar en dues ocasions, durant la guerra dels segadors i durant la república Espanyola. Aquesta masia era coneguda com a Can Pau Moragues perquè el propietari Pau Guasch era mosso i s'encarregava de regar els camps de la masia Can Moragues, a part de les terres que els havia arrendat i la gent del poble li va donar com a motiu el Pau Moragues, i així va quedar batejat el mas.
La masia la va heretar l'Esteve Guasch que era el campaner del poble, durant la guerra va cedir la seva feixa per a construir un dels refugis antiaeris del poble i durant la post-guerra la casa va ser escorcollada pels nacionals, ja que l'Esteve era el president de la Societat Cooperativa "La Progresiva" on buscaven les escriptures de la societat, mai les varen trobar, ja que estaven amagades dins les muntures del cavall. Aquesta casa, a la darreria del S.XX, alguns veins del poble també la coneixien com Cal Campaner. L'any 1926, hi va néixer la poetessa Quima Guasch.

## Arqueologia
En les excavacions realitzades l'any 2011 es va trobar una sitja medieval per emmagatzemar aliments edificada al S.XI. També es va trobar una mina d'aigua que creua tot Parets, i el refugi antiaeri millor conservat de tot Catalunya.